# Stuart (Iowa)
Stuart, Iowa (VS), ligt op 1554 km van Washington DC en op 60 km van de hoofdstad van Iowa (Des Moines). Het gebied bestaat uit 5,2 km² landoppervlakte en 0 m² wateroppervlakte. De officiële stichting van Stuart vond plaats op 29 september 1970.
Inwonersaantallen:
- 1893 - 2500
- 1925 - 1531
- 1970 - 1500
- 1990 - 1522
- 2000 - 1712

## Geschiedenis
De eersten die zich hier vestigden waren Quakers die rond 1850 uit Indiana en Ohio kwamen om een nieuwe gemeenschap te stichten, die de naam Summit Grove droeg. Ze kozen een hoog punt in het landschap voor hun nieuwe dorp.
Charles Stuart van Vermont bezocht deze plaats toen hij er werkte voor een bedrijf. Later, in 1868, kocht Kapitein Stuart (nu veteraan van de Burgeroorlog) er een lap grond. Stuart werd naar hem vernoemd.
In de dertiger jaren bezochten Bonnie & Clyde de stad en beroofden aldaar de First National Bank. Nu is de Stuart Police Department in het gebouw gevestigd.

## Attracties en tradities
De Western Skies Scenic Byway, een populaire toeristische route die van Stuart naar de Missouri Vallei leidt.
Good Egg Days, een traditionele lokale viering die elke zomer gehouden wordt.
Nations Bridge Park, dit park van bijna 33 hectare ligt zes mijl ten noorden van Stuart, en biedt ruimte aan een camping, wandelpaden, vis- en picknickgelegenheid, en nog veel meer.

## Plaatsen in de nabije omgeving
De onderstaande figuur toont nabijgelegen plaatsen in een straal van 20 km rond Stuart.